# Valentin Henneken
Valentin Henneken  (* vor 1500 in Jüterbog; † am 4. Dezember 1542 in Lehnin) war ein deutscher römisch-katholischer Abt der Zisterzienser-Abtei Kloster Lehnin.

## Leben und Wirken
Über sein Leben ist nur wenig bekannt. Er entstammte einer Jüterboger Bürgerfamilie. Sein Studium ab dem Sommersemester 1481 an der Universität Leipzig ist belegt, er inskribierte sich als  frater Valentinus Henneken de Lenin. Am 2. September 1509 wurde er zum Abt und kurfürstlichen Rat ernannt.

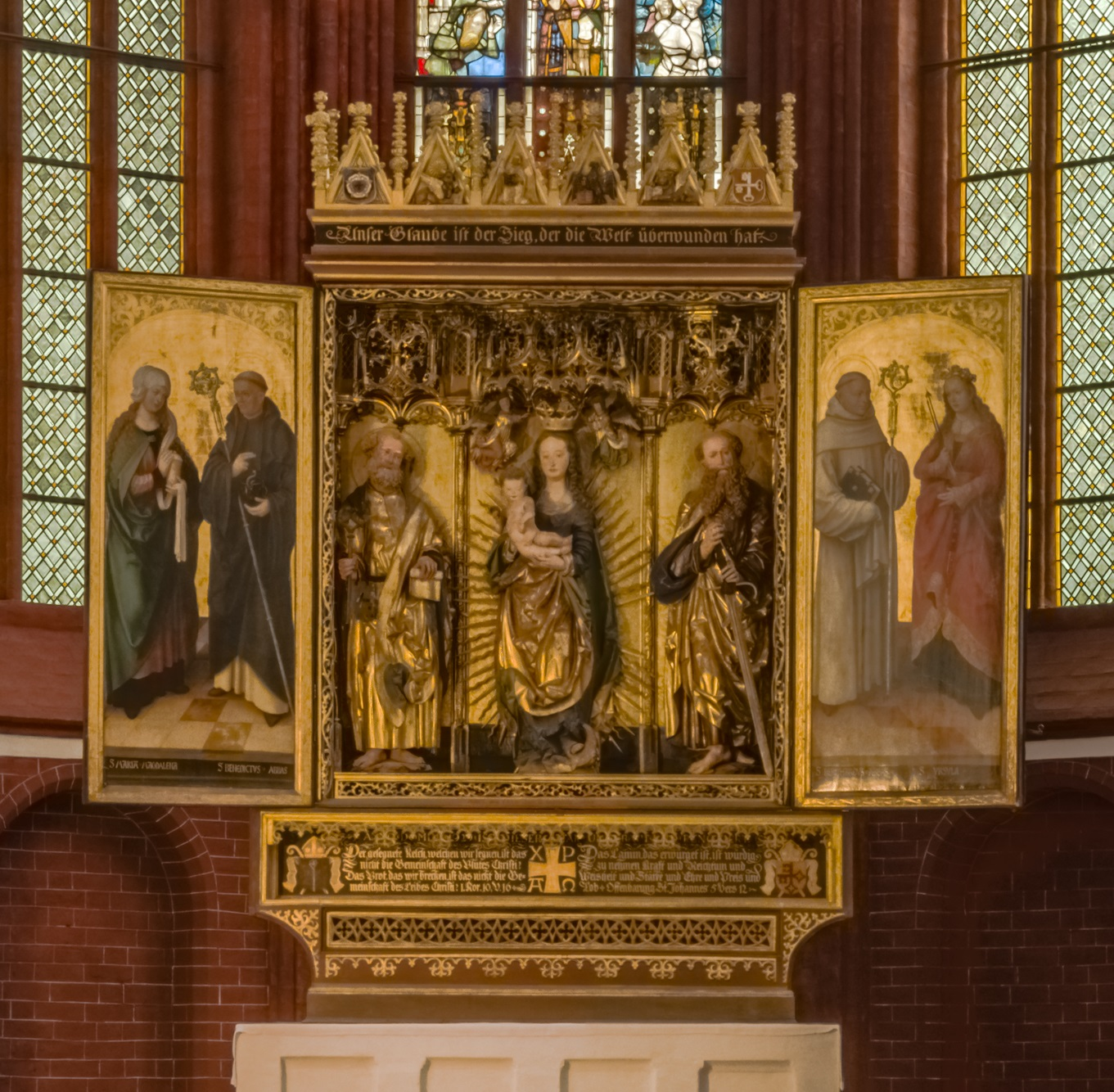
Lehniner Altar von 1518 mit Inschrift am Fußbrett: „Anno d[omi]ni: 1518 · Sub · d[omino] · Valentino Abbate“; seit Aufhebung des Klosters im Brandenburger Dom

Seit dem 2. September 1509 stand er der Zisterzienser-Abtei Lehnin als Abt vor. Im Jahre 1510 war er nachweislich im Mutterhaus dem Kloster Cîteaux beim Generalkapitel mit insgesamt 33 weiteren Äbten anwesend. Hiernach, seit dem Dezember 1509, trat er als Kollektor der Ordensbeiträge verschiedener Zisterzienser-Klöster auf, so Kloster Reinfeld, Kloster Doberan, Kloster Eldena, Kloster Kolbatz und Kloster Neuenkamp die jeweils 10 Florin zahlten. Das Kloster Oliva zahlte 7 Florin, Kloster Scharnebeck, Kloster Hiddensee, Kloster Pelplin mussten jeweils 5 Florin entrichten. Kloster Dargun und das Kloster Zinna gaben jeweils 4 Florin ab, Kloster Buckow 3 Florin, Kloster Stolpe sowie Kloster Chorin 2 Florin, während das Kloster Himmelpfort nur 1 Florin abtreten musste.
Hieronymus Schulz (Scultetus), Bischof von Brandenburg und Havelberg, sandte Valentin Ende November 1517 aus Lehnin zu Martin Luther nach Wittenberg. Valentin bat Luther in bischöflichem Auftrag, sich mit seinen Publikationen zurückzuhalten. Luther stimmte zunächst zu. In dem Brief vom 13. Februar 1518 an Bischof Hieronymus Schulz erklärte er sogar, seine Ansichten völlig dem Urteil der katholischen Kirche zu unterstellen.
Wahrscheinlich wohnte Valentin auch dem Disput zwischen Luther und dem Ingolstädter Theologen Johannes Eck sowie weiteren führenden Vertretern der reformatorischen Bewegung, wie etwa Andreas Karlstadt und Philipp Melanchthon, bei. Dieses als Leipziger Disputation bezeichnete Streitgespräch fand vom Montag, dem 27. Juni, bis Samstag, dem 16. Juli 1519, statt.
Seine  beratende Stellung, die er als Abt bei Kurfürst Joachim II. innehatte, konnte letztlich die Säkularisation Lehnins im reformatorischen Prozess zwar nicht verhindern, aber immerhin bis zu seinem Tod 1542 aufschieben, auch wenn der Kurfürst bereits seit 1540 ein zunehmend offenes Ohr für Luthers Interpretation des Evangeliums gewann, zu der er sich 1555 offiziell bekannte. Auf seine Weisung ließen die protestantischen Visitatoren das Kloster des frommen alten Pater, das sie 1541 in Augenschein genommen hatten, erst einmal unbehelligt. Nach Valentins Tod verhinderte der Kurfürst die Wahl eines neuen Abtes und löste das Kloster auf.

## Fontane
Theodor Fontane setzte Abt Valentin in seinen Wanderungen durch die Mark Brandenburg ein umfangreiches literarisches Denkmal. Das Kapitel beginnt mit der Einschätzung:

„Valentin war der letzte Abt des Klosters. Die Erscheinung, die sich so oft wiederholt, daß ersterbende Geschlechter und Institutionen vor ihrem völligen Erlöschen noch einmal in altem Glanze aufblühen, wiederholte sich auch hier, und die mehr denn 30jährige Regierung des Abtes Valentin bezeichnet sehr wahrscheinlich den Höhenpunkt im Leben des Klosters überhaupt. Freilich haben wir dabei die glänzende 25jährige Epoche bis 1535 von der darauf folgenden kurzen Epoche bis 1542, die schon den Niedergang bedeutet, zu trennen.“